# زباستیان نرتس
زباستیان نرتس (انگلیسی: Sebastian Nerz؛ زادهٔ ۱۳ ژوئیهٔ ۱۹۸۳) یک سیاست‌مدار اهل آلمان است. 